# Stazione meteorologica di Trevico
La stazione meteorologica di Trevico è la stazione meteorologica di riferimento per il Servizio Meteorologico dell'Aeronautica Militare e per l'Organizzazione Mondiale della Meteorologia, relativa alla località di Trevico e alla corrispondente area montana dell'Irpinia.

## Storia
Il teleposto di montagna fu inaugurato il 18 aprile 1951, in sostituzione della stazione meteorologica di Ariano Irpino che sei giorni prima era stata dismessa dal Servizio Meteorologico dell'Aeronautica Militare.
La stazione di Trevico ha svolto fin dalla sua apertura funzioni di osservazione e raccolta dati meteorologici, di assistenza alla navigazione aerea e anche di analisi sinottica, vista l'ubicazione sulla vetta di un crinale a quasi 1.100 metri di quota. L'originaria sede era all'interno delle mura dell'antico castello di Trevico, fortilizio medievale situato nella parte più elevata del centro.
L'osservatorio meteorologico fu trasferito nel 1993 nell'attuale sede più moderna e funzionale per le attività della stazione meteorologica semiautomatica, ove il personale ausiliare emette ad ogni ora messaggi Synop.

## Caratteristiche
La stazione meteorologica si trova nell'Italia meridionale, in Campania, in provincia di Avellino, nel comune di Trevico, a 1.093 metri s.l.m. e alle coordinate geografiche 41°02′49.34″N 15°13′55.77″E. Tra le rilevazioni orarie vi sono quelle di temperatura, nuvolosità in chiaro, precipitazioni, pressione atmosferica con valore normalizzato al livello del mare, umidità relativa, direzione e velocità del vento.

## Medie climatiche ufficiali

### Dati climatologici 1971-2000
In base alle medie climatiche del periodo 1971-2000, le più recenti in uso, la temperatura media del mese più freddo, febbraio, è di +1,5 °C, mentre quella del mese più caldo, agosto, è di +18,9 °C; mediamente si contano 71 giorni di gelo all'anno e zero giorni con temperatura massima uguale o superiore ai +30 °C. I valori estremi di temperatura registrati nel medesimo trentennio sono i -12,0 °C del dicembre 1988 e i +35,4 °C dell'agosto 1998.
Le precipitazioni medie annue si attestano a 638 mm, mediamente distribuite in 73 giorni di pioggia, con minimo in estate, picco massimo in inverno e massimo secondario in autunno.
L'umidità relativa media annua fa registrare il valore di 75 % con minimo di 64 % a luglio e massimo di 84 % a dicembre; mediamente si contano 150 giorni di nebbia all'anno.
Di seguito è riportata la tabella con le medie climatiche e i valori massimi e minimi assoluti registrati nel trantennio 1971-2000 e pubblicati nell'Atlante Climatico d'Italia del Servizio Meteorologico dell'Aeronautica Militare relativo al medesimo trentennio.
| Trevico (1971-2000)             | Mesi         | Mesi         | Mesi         | Mesi        | Mesi        | Mesi        | Mesi        | Mesi        | Mesi        | Mesi        | Mesi        | Mesi         | Stagioni | Stagioni | Stagioni | Stagioni | Anno  |
| Trevico (1971-2000)             | Gen          | Feb          | Mar          | Apr         | Mag         | Giu         | Lug         | Ago         | Set         | Ott         | Nov         | Dic          | Inv      | Pri      | Est      | Aut      | Anno  |
| ------------------------------- | ------------ | ------------ | ------------ | ----------- | ----------- | ----------- | ----------- | ----------- | ----------- | ----------- | ----------- | ------------ | -------- | -------- | -------- | -------- | ----- |
| T. max. media (°C)              | 3,5          | 3,8          | 6,3          | 9,6         | 15,1        | 19,4        | 22,7        | 23,1        | 18,7        | 13,4        | 7,9         | 4,4          | 3,9      | 10,3     | 21,7     | 13,3     | 12,3  |
| T. min. media (°C)              | −0,5         | −0,9         | 0,6          | 2,8         | 7,5         | 11,2        | 14,1        | 14,6        | 11,5        | 7,9         | 3,5         | 0,6          | −0,3     | 3,6      | 13,3     | 7,6      | 6,1   |
| T. max. assoluta (°C)           | 14,2 (1989)  | 15,2 (1979)  | 21,0 (1981)  | 22,0 (1989) | 27,0 (1992) | 28,2 (1998) | 32,6 (1984) | 35,4 (1998) | 28,0 (1985) | 25,0 (2000) | 20,8 (1999) | 14,4 (1989)  | 15,2     | 27,0     | 35,4     | 28,0     | 35,4  |
| T. min. assoluta (°C)           | −10,6 (1985) | −10,0 (1983) | −11,2 (1987) | −4,6 (1995) | −2,0 (1974) | 2,8 (1983)  | 5,8 (1981)  | 5,0 (1978)  | 1,8 (1971)  | −5,4 (1978) | −6,8 (1981) | −12,0 (1988) | −12,0    | −11,2    | 2,8      | −6,8     | −12,0 |
| Giorni di calura (Tmax ≥ 30 °C) | 0            | 0            | 0            | 0           | 0           | 0           | 0           | 0           | 0           | 0           | 0           | 0            | 0        | 0        | 0        | 0        | 0     |
| Giorni di gelo (Tmin ≤ 0 °C)    | 17           | 16           | 13           | 6           | 0           | 0           | 0           | 0           | 0           | 1           | 5           | 13           | 46       | 19       | 0        | 6        | 71    |
| Precipitazioni (mm)             | 61,9         | 67,3         | 49,4         | 52,7        | 46,2        | 30,5        | 28,5        | 28,2        | 52,5        | 64,0        | 77,2        | 79,8         | 209,0    | 148,3    | 87,2     | 193,7    | 638,2 |
| Giorni di pioggia               | 7            | 7            | 6            | 7           | 6           | 4           | 4           | 4           | 5           | 7           | 8           | 8            | 22       | 19       | 12       | 20       | 73    |
| Giorni di nebbia                | 21           | 18           | 17           | 13          | 10          | 5           | 3           | 2           | 9           | 13          | 19          | 20           | 59       | 40       | 10       | 41       | 150   |
| Umidità relativa media (%)      | 82           | 82           | 77           | 73          | 72          | 68          | 64          | 65          | 72          | 78          | 83          | 84           | 82,7     | 74       | 65,7     | 77,7     | 75    |

### Dati climatologici 1961-1990
In base alla media trentennale di riferimento 1961-1990, ancora in uso per l'Organizzazione meteorologica mondiale e definita Climate Normal (CLINO), la temperatura media del mese più freddo, gennaio, si attesta a +1,0 °C; quella del mese più caldo, luglio, è di +18,5 °C; mediamente, si verificano 77 giorni di gelo all'anno. Nel medesimo trentennio, la temperatura minima assoluta ha toccato i -14,8 °C nel gennaio 1966 (media delle minime assolute annue di -9,0 °C), mentre la massima assoluta ha fatto registrare i +33,6 °C nel luglio 1962 (media delle massime assolute annue di +29,9 °C).
La nuvolosità media annua si attesta a 4 okta giornalieri, con minimo in agosto di 1,9 okta giornalieri e massimi di 5,3 okta giornalieri in dicembre, gennaio e febbraio.
Le precipitazioni medie annue, limitate dallo spartiacque appenninico, si attestano a 612 mm, distribuite mediamente in 70 giorni, con un minimo in estate ed un picco in autunno.
L'umidità relativa media annua fa registrare il valore del 75,1% con minimo in luglio del 62% e massimi di 85% in novembre e dicembre.
Il vento fa registrare una velocità media annua di 6,4 m/s, con minimo in agosto di 5,3 m/s e massimo di 7,4 m/s in gennaio; la direzione prevalente è di ponente in tutti i mesi dell'anno.
| Trevico (1961-1990)          | Mesi         | Mesi         | Mesi         | Mesi        | Mesi        | Mesi        | Mesi        | Mesi        | Mesi        | Mesi        | Mesi        | Mesi         | Stagioni | Stagioni | Stagioni | Stagioni | Anno  |
| Trevico (1961-1990)          | Gen          | Feb          | Mar          | Apr         | Mag         | Giu         | Lug         | Ago         | Set         | Ott         | Nov         | Dic          | Inv      | Pri      | Est      | Aut      | Anno  |
| ---------------------------- | ------------ | ------------ | ------------ | ----------- | ----------- | ----------- | ----------- | ----------- | ----------- | ----------- | ----------- | ------------ | -------- | -------- | -------- | -------- | ----- |
| T. max. media (°C)           | 3,0          | 3,6          | 6,2          | 10,0        | 15,2        | 19,2        | 22,9        | 22,7        | 18,8        | 13,1        | 7,8         | 4,0          | 3,5      | 10,5     | 21,6     | 13,2     | 12,2  |
| T. min. media (°C)           | −1,0         | −1,1         | 0,5          | 3,1         | 7,4         | 11,0        | 14,0        | 14,0        | 11,5        | 7,6         | 3,4         | 0,1          | −0,7     | 3,7      | 13,0     | 7,5      | 5,9   |
| T. max. assoluta (°C)        | 14,5 (1961)  | 16,6 (1966)  | 21,0 (1981)  | 22,0 (1989) | 26,4 (1969) | 29,4 (1963) | 33,6 (1962) | 32,6 (1961) | 30,4 (1962) | 24,6 (1985) | 17,8 (1961) | 14,4 (1989)  | 16,6     | 26,4     | 33,6     | 30,4     | 33,6  |
| T. min. assoluta (°C)        | −14,8 (1966) | −10,0 (1983) | −11,2 (1987) | −4,4 (1974) | −2,0 (1962) | 2,8 (1983)  | 5,8 (1981)  | 5,0 (1978)  | 1,8 (1971)  | −5,4 (1978) | −6,8 (1965) | −12,0 (1988) | −14,8    | −11,2    | 2,8      | −6,8     | −14,8 |
| Giorni di gelo (Tmin ≤ 0 °C) | 19           | 17           | 14           | 6           | 0           | 0           | 0           | 0           | 0           | 0           | 5           | 14           | 50       | 20       | 0        | 5        | 75    |
| Nuvolosità (okta al giorno)  | 5,3          | 5,3          | 4,9          | 4,5         | 3,8         | 3,1         | 2,0         | 1,9         | 2,9         | 4,0         | 4,7         | 5,3          | 5,3      | 4,4      | 2,3      | 3,9      | 4,0   |
| Precipitazioni (mm)          | 64,8         | 61,4         | 53,0         | 47,7        | 37,8        | 32,9        | 25,8        | 26,5        | 46,9        | 63,9        | 72,0        | 79,7         | 205,9    | 138,5    | 85,2     | 182,8    | 612,4 |
| Giorni di pioggia            | 7            | 7            | 6            | 7           | 5           | 5           | 3           | 4           | 5           | 6           | 7           | 8            | 22       | 18       | 12       | 18       | 70    |
| Umidità relativa media (%)   | 82           | 84           | 79           | 73          | 71          | 67          | 62          | 65          | 70          | 78          | 85          | 85           | 83,7     | 74,3     | 64,7     | 77,7     | 75,1  |
| Vento (direzione-m/s)        | W 7,4        | W 7,3        | W 6,9        | W 6,8       | W 6,2       | W 5,9       | W 5,4       | W 5,3       | W 5,4       | W 5,8       | W 7,0       | W 7,3        | 7,3      | 6,6      | 5,5      | 6,1      | 6,4   |

## Valori estremi

### Temperature estreme mensili dal 1951 ad oggi
Nella tabella sottostante sono riportate le temperature massime e minime assolute mensili, stagionali ed annuali dal 1951 ad oggi, con il relativo anno in cui si queste si sono registrate. La massima assoluta del periodo esaminato di +35,4 °C risale all'agosto 1998, mentre la minima assoluta di -14,8 °C è del gennaio 1966, valore che ha superato il precedente record di -13,4 °C del gennaio 1954.
| Trevico (1951-2023)   | Mesi         | Mesi         | Mesi         | Mesi        | Mesi        | Mesi        | Mesi        | Mesi        | Mesi        | Mesi        | Mesi        | Mesi         | Stagioni | Stagioni | Stagioni | Stagioni | Anno  |
| Trevico (1951-2023)   | Gen          | Feb          | Mar          | Apr         | Mag         | Giu         | Lug         | Ago         | Set         | Ott         | Nov         | Dic          | Inv      | Pri      | Est      | Aut      | Anno  |
| --------------------- | ------------ | ------------ | ------------ | ----------- | ----------- | ----------- | ----------- | ----------- | ----------- | ----------- | ----------- | ------------ | -------- | -------- | -------- | -------- | ----- |
| T. max. assoluta (°C) | 17,0 (2002)  | 17,2 (2014)  | 21,0 (1981)  | 26,0 (2003) | 28,4 (1958) | 33,0 (2006) | 33,6 (1962) | 35,4 (1998) | 30,6 (1956) | 25,4 (2003) | 24,2 (2004) | 16,2 (2010)  | 17,2     | 28,4     | 35,4     | 30,6     | 35,4  |
| T. min. assoluta (°C) | −14,8 (1966) | −10,0 (1983) | −11,2 (1987) | −8,2 (2003) | −2,2 (1957) | 2,8 (1983)  | 5,8 (1981)  | 5,0 (1978)  | 1,8 (1971)  | −5,4 (1978) | −6,8 (1965) | −12,0 (1988) | −14,8    | −11,2    | 2,8      | −6,8     | −14,8 |